# 1917 في فرنسا
فيما يلي قوائم الأحداث التي وقعت خلال عام 1917 في فرنسا.

## أحداث
- 16 أبريل – هجوم نيفل

## سياسة

### تعيين في المنصب
- 16 نوفمبر – جورج كليمنصو وزير الحرب.

## مواليد

### فبراير
- 11 فبراير – برنار ديستريمو لاعب كرة مضرب فرنسي.
- 12 فبراير – جوزيف فريزينسكي

### أبريل
- 12 أبريل – روبرت مانزون

### يونيو
- 2 يونيو – جورج أوبيرت ممثل فرنسي.
- 5 يونيو – موريس دوفرجيه

### أغسطس
- 9 أغسطس – بيير جورجيت درّاج طريق فرنسي.

### سبتمبر
- 5 سبتمبر – جان بيرتن

### أكتوبر
- 30 أكتوبر – موريس ترنتينيان سائق سيارة سباق فرنسي.

### نوفمبر
- 2 نوفمبر – بيير دانزيلي لاعب كرة قدم فرنسي.
- 5 نوفمبر – جاكلين أوريول طيارة فرنسية.
- 24 نوفمبر – جان شارل سورنيا جراح فرنسي.

### ديسمبر
- 8 ديسمبر – جينيت جوليان جاسوسة فرنسية.

## وفيات

### يناير
- 1 يناير – إميل داي رول (مواليد 1838) عالم نبات فرنسي.
- 2 يناير – ليون فلمينج (مواليد 1877) دراج فرنسي.
- 4 يناير – أوغست شوفو (مواليد 1827)

### فبراير
- 16 فبراير – أوكتاف ميربو (مواليد 1848) صحفي فرنسي.
- 23 فبراير – جون غاستون داربو (مواليد 1842) رياضياتي فرنسي.

### يوليو
- 13 يوليو – جيمس دوايت (مواليد 1852) لاعب كرة مضرب من الولايات المتحدة.
- 14 يوليو – أوكتاف لابيز (مواليد 1887) درّاج طريق فرنسي.

### أغسطس
- 18 أغسطس – تشارلز برتراند (مواليد 1851)

### سبتمبر
- 27 سبتمبر – إدغار ديغا (مواليد 1834) رسام و نحات فرنسى.

### نوفمبر
- 15 نوفمبر – إميل دوركايم (مواليد 1858)
- 17 نوفمبر – أوغوست رودان (مواليد 1840) نحات فرنسي.
- 18 نوفمبر – أدريان برتراند (مواليد 1888) كاتب فرنسي.

### ديسمبر
- 20 ديسمبر – لوسيان بوتي-بريتون (مواليد 1882) درّاج طريق فرنسي.
- 26 ديسمبر – جوديث غوتييه (مواليد 1845)